# Quincy Pondexter
Quincy Coe Pondexter (Fresno, 10 de março de 1988) é um jogador norte-americano de basquete profissional.
Ele jogou basquete universitário na Universidade de Washington e foi selecionado pelo Oklahoma City Thunder com a 26° escolha geral no Draft da NBA de 2010, sendo trocado para o New Orleans Hornets. Além dos Hornets/Pelicans, ele também jogou por Memphis Grizzlies, Chicago Bulls e San Antonio Spurs.

## Primeiros anos
Pondexter nasceu em 10 de março de 1988 em Fresno, Califórnia. 
No ensino médio, Pondexter era um recruta muito procurado, classificado com quatro estrelas e o 48° melhor jogador na classe de 2006 pela Rivals.com. Ele acabou assinando uma carta de intenções com a Universidade de Washington, rejeitando ofertas de Arizona, Connecticut e Memphis.

## Carreira na faculdade

### Primeiro ano
Como calouro, Pondexter foi selecionado como titular em seu primeiro jogo colegial em Washington, registrando 21 pontos e 7 rebotes na vitória por 99-91 contra Pepperdine.
Depois de um bom começo, Pondexter teve problemas e perdeu minutos na quadra. No entanto, ele mais uma vez começou a ver um aumento no tempo de jogo perto do final da temporada, em que os Huskies venceram 3 de seus 4 jogos finais, incluindo vitórias contra USC e UCLA.
Pondexter terminou sua temporada de calouros com médias de 23.9 minutos, 10.7 pontos e 4.0 rebotes.

### Segundo ano
No início de sua segunda temporada, Pondexter recuperou seu lugar na equipe titular. No entanto, depois de sete jogos na temporada, ele perdeu sua posição e mais uma vez começou a deslizar na rotação dos Huskies. 
Refletindo sobre sua difícil temporada do segundo ano e a saída de seus colegas de classe, Pondexter disse em 2009: "Foi realmente difícil no meu segundo ano. As pessoas se relacionam com as pessoas da turma de recrutamento: vocês entram juntos, são amigos. E eu fui sozinho às vezes. Foi um ano de partir o coração quando eu vi todo mundo ir embora."
As dificuldades no segundo ano de Pondexter se estenderam durante a maior parte da temporada e sua média de pontuação caiu para 9,9 pontos. Perto do final da temporada, Pondexter foi capaz de mostrar vislumbres da promessa que mostrou no início de sua temporada de calouros e teve médias de 15,2 pontos e 6,4 rebotes nos últimos cinco jogos da temporada.
Nessa temporada, Pondexter terminou com médias de 24.4 minutos, 9.9 pontos e 4.8 rebotes.

### Terceiro ano
Antes de sua terceira temporada, Pondexter foi selecionado como capitão da equipe, juntamente com os colegas Jon Brockman e Justin Dentmon. 
Apesar de um mau começo de temporada, Pondexter melhorou constantemente e os Huskies subiram ao topo da classificação da conferência Pac-10. Pondexter liderou Washington na vitória por 60-51 sobre USC, registrando 22 pontos e 5 rebotes. Em um jogo importante contra o co-líder Arizona State, Pondexter fez um duplo duplo de 10 pontos e 12 rebotes na vitória dos Huskies por 73-70. Uma semana após essa vitória, Washington derrotou o rival Washington State por 67-60 e ganharam o título da Pac-10. 
No Torneio da NCAA de 2009, Washington derrotou Mississippi por 71-58 com Pondexter registrando 23 pontos e 7 rebotes. Washington foi eliminado na segunda roda por Purdue apesar do duplo-duplo de Pondexter (20 pontos e 10 rebotes).
Nessa temporada, Pondexter terminou com médias de 28.1 minutos, 12.1 pontos e 5.9 rebotes.

### Último ano
Antes de sua última temporada, Pondexter participou dos Jogos Mundiais Universitários, ajudando os EUA a conquistar uma medalha de bronze. Pondexter foi novamente eleito capitão dos Huskies.
Pondexter teria uma última temporada bem-sucedida, com média de 32.3 minutos, 19,3 pontos e 7,4 rebotes.
No Torneio da NCAA de 2010, eles venceram as primeiras rodadas contra Marquette e Novo México, antes de serem eliminados nas semi-finais regionais para Virgínia Ocidental.
Pondexter concluiu sua carreira em Washington como líder de todos os tempos em jogos disputados e vitórias em casa. Ele terminou como o terceiro jogador com maior pontuação na história da universidade com 1.786 pontos.

## Carreira profissional

### New Orleans Hornets (2010–2011)
Em 24 de junho de 2010, Pondexter foi selecionado pelo Oklahoma City Thunder com a 26ª escolha geral no Draft da NBA de 2010. Em 8 de julho de 2010, o New Orleans Hornets adquiriu Pondexter e Craig Brackins em troca dos direitos de Cole Aldrich e Morris Peterson.
Ele teve seu melhor jogo pelos Hornets em uma vitória por 98-91 sobre o Memphis Grizzlies em 4 de março de 2011. Ele registrou 14 pontos.
Em sua temporada de calouro, Pondexter jogou em 66 jogos e teve médias de 11.1 minutos, 2.8 pontos e 1.3 rebotes.

### Memphis Grizzlies (2011–2015)
Em 24 de dezembro de 2011, um dia antes do início da temporada de 2011-12, os Hornets trocaram Pondexter para o Memphis Grizzlies em troca de Greivis Vásquez. Em 31 de outubro de 2013, Pondexter assinou uma extensão de contrato de quatro anos e US $ 14 milhões com os Grizzlies.
Ele teve seu melhor jogo pelos Grizzlies em uma vitória por 88-81 sobre o Golden State Warriors em 20 de novembro de 2013. Ele registrou 22 pontos.
Em 3 temporadas e meia em Memphis, Pondexter jogou em 168 jogos e teve médias de 18.2 minutos, 5.2 pontos e 2.0 rebotes.

### Lesões
Depois de jogar em 189 jogos nas três primeiras temporadas na NBA, uma lesão o atingiu durante a temporada de 2013-14. Em 9 de dezembro de 2013, Pondexter foi descartado indefinidamente após ter sido diagnosticado com uma fratura de estresse no pé direito. Posteriormente, ele perdeu o resto da temporada após ser submetido a uma cirurgia em 20 de dezembro.
Pondexter voltou para a temporada de 2014-15 e jogou os dois primeiros meses da temporada com Memphis. Em 12 de janeiro de 2015, ele foi trocado de volta para Nova Orleans, agora conhecido como Pelicans, em um contrato de três equipes que envolvia os Grizzlies e o Boston Celtics. Ele desfrutou da melhor temporada da sua carreira profissional com os Pelicans durante o segundo semestre da temporada de 2014-15, com média de 9,0 pontos. No entanto, uma lesão o derrubou novamente após a disputa dos playoffs.
Em 6 de maio de 2015, Pondexter foi submetido a uma cirurgia artroscópica bem-sucedida no joelho esquerdo. Ele estava programado para retornar em novembro de 2015, mas depois de passar por outra rodada de cirurgia no joelho esquerdo em 20 de janeiro de 2016, ele foi descartado por toda a temporada de 2015-16. Esperava-se que ele se recuperasse completamente na temporada de 2016–17, mas ele não jogou pela segunda temporada consecutiva depois de passar pela cirurgia artroscópica do joelho esquerdo pela terceira vez em 4 de janeiro de 2017. Após a terceira cirurgia, Pondexter enfrentou uma infecção cutânea que pôs em risco a sua vida.

### Chicago Bulls (2017–2018)
Em 1 de setembro de 2017, Pondexter foi negociado, juntamente com uma escolha de segunda rodada de 2018, para o Chicago Bulls em troca de Ater Majok.
Apesar de perder toda a pré-temporada com uma lesão no tendão esquerdo, Pondexter jogou pela primeira vez desde abril de 2015 no jogo de abertura da temporada de 2017-18 dos Bulls, em 19 de outubro de 2017, contra o Toronto Raptors.
Ele teve seu melhor jogo pelos Bulls em uma derrota por 92-79 para o Oklahoma City Thunder em 15 de novembro de 2017. Ele registrou 8 pontos.
Em sua única temporada em Chicago, Pondexter jogou em 23 jogos e teve médias de 8.5 minutos, 2.0 pontos e 1.2 rebotes.
Em 1 de fevereiro de 2018, ele foi dispensado pelo Bulls.

### San Antonio Spurs (2018–2019)
Em 29 de agosto de 2018, Pondexter assinou com o San Antonio Spurs. Ele teve seu melhor jogo pelos Spurs em uma derrota por 141-102 para o San Antonio Spurs em 6 de fevereiro de 2019. Ele registrou 13 pontos.
Em sua única temporada em San Antonio, Pondexter jogou em 53 jogos e teve médias de 5.5 minutos, 5.3 pontos e 2.0 rebotes.

## Vida pessoal
Pondexter é sobrinho do ex-jogador do Chicago Bulls, Cliff Pondexter. Seu pai, Roscoe, foi selecionado pelo Boston Celtics na terceiro rodada do Draft de 1974 e jogou basquete profissional no exterior.
Pondexter realiza um acampamento anual de basquete no vale de San Joaquin para meninos e meninas no jardim de infância até a 12ª série.

## Estatísticas da NBA

### Temporada regular
| Ano      | Time        | PJ  | MPJ  | AP   | 3P   | LL   | RT  | AS  | BR | TO | PPJ |
| -------- | ----------- | --- | ---- | ---- | ---- | ---- | --- | --- | -- | -- | --- |
| 2010–11  | New Orleans | 66  | 11.1 | .406 | .360 | .706 | 1.3 | .4  | .3 | .2 | 2.8 |
| 2011–12  | Memphis     | 64  | 15.7 | .452 | .301 | .623 | 2.0 | .4  | .4 | .1 | 4.2 |
| 2012–13  | Memphis     | 59  | 21.1 | .428 | .395 | .787 | 2.2 | 1.0 | .6 | .1 | 6.4 |
| 2013–14  | Memphis     | 15  | 18.0 | .392 | .324 | .808 | 1.7 | 1.3 | .3 | .1 | 6.3 |
| 2014–15  | Memphis     | 30  | 18.0 | .356 | .233 | .700 | 1.9 | .9  | .2 | .2 | 4.5 |
| 2014–15  | New Orleans | 45  | 27.8 | .449 | .433 | .758 | 3.1 | 1.5 | .3 | .4 | 9.0 |
| 2017–18  | Chicago     | 23  | 8.5  | .286 | .136 | .824 | 1.2 | .4  | .3 | .1 | 2.0 |
| 2018–19  | San Antonio | 53  | 5.5  | .500 | .333 | .810 | .9  | .5  | .2 | .0 | 1.8 |
| Carreira | Carreira    | 355 | 15.6 | .423 | .356 | .746 | 1.8 | .7  | .3 | .1 | 4.5 |

### Playoffs
| Ano      | Time        | PJ | MPJ  | AP   | 3P   | LL   | RT  | AS  | BR  | TO | PPJ |
| -------- | ----------- | -- | ---- | ---- | ---- | ---- | --- | --- | --- | -- | --- |
| 2011     | New Orleans | 3  | 3.0  | .167 | .000 | –    | .3  | .3  | .0  | .0 | .7  |
| 2012     | Memphis     | 7  | 16.3 | .667 | .500 | .778 | 2.3 | .3  | .6  | .0 | 4.7 |
| 2013     | Memphis     | 15 | 23.8 | .489 | .453 | .607 | 2.5 | .7  | .7  | .1 | 8.9 |
| 2015     | New Orleans | 4  | 31.0 | .357 | .300 | .857 | 5.0 | 3.0 | 1.8 | .0 | 7.3 |
| 2019     | San Antonio | 5  | 2.4  | .000 | .000 | –    | .2  | .4  | .2  | .0 | .0  |
| Carreira | Carreira    | 34 | 18.1 | .466 | .408 | .682 | 2.2 | .8  | .7  | .1 | 5.8 |

Fonte: